# Campeonato de España Short Track
El Campeonato de España Absoluto Short Track, llamado hasta 2023 Campeonato de España de atletismo en pista cubierta, es una competición deportiva de atletismo, de carácter nacional y organizada por la Real Federación Española de Atletismo (RFEA) desde 1965.
Esta competición y el Campeonato de España de Atletismo son los dos eventos deportivos más importantes organizados por la RFEA, disputándose este durante la temporada de invierno y el Campeonato de España de Atletismo durante el verano. Además, esta competición se disputa en instalaciones con pista de 200 m, generalmente en pista cubierta o bajo techo, mientras el Campeonato de España de atletismo, también conocido como Campeonato de España Absoluto, se disputa en instalación con pista de 400 m.

## Ediciones
| Edición | Año  | Sede          | Fecha                      |
| ------- | ---- | ------------- | -------------------------- |
| I       | 1965 | Madrid        | 27 de febrero              |
| II      | 1966 | Madrid        | 12 de febrero              |
| III     | 1967 | Madrid        | 11 de febrero              |
| IV      | 1968 | Madrid        | 17 de febrero              |
| V       | 1969 | Barcelona     | 22 de febrero              |
| VI      | 1970 | Madrid        | 28 de febrero              |
| VII     | 1971 | Madrid        | 27 de febrero              |
| VIII    | 1972 | Madrid        | 26 de febrero              |
| IX      | 1973 | Madrid        | 24 de febrero              |
| X       | 1974 | Madrid        | 16 de febrero              |
| XI      | 1975 | Madrid        | 1 de marzo                 |
| XII     | 1976 | Madrid        | 7 de febrero               |
| XIII    | 1977 | San Sebastián | 26/27 de febrero           |
| XIV     | 1978 | Zaragoza      | 24/25 de febrero           |
| XV      | 1979 | Oviedo        | 3/4 de marzo               |
| XVI     | 1980 | Oviedo        | 9/10 de febrero            |
| XVII    | 1981 | San Sebastián | 7/8 de febrero             |
| XVIII   | 1982 | Oviedo        | 20/21 de febrero           |
| XIX     | 1983 | Valencia      | 12/13 de febrero           |
| XX      | 1984 | San Sebastián | 11/12 de febrero           |
| XXI     | 1985 | Madrid        | 15/16 de febrero           |
| XXII    | 1986 | Madrid        | 7/9 de febrero             |
| XXIII   | 1987 | San Sebastián | 7/8 de febrero             |
| XXIV    | 1988 | Valencia      | 20/21 de febrero           |
| XXV     | 1989 | Sevilla       | 4/5 de febrero             |
| XXVI    | 1990 | San Sebastián | 17/18 de febrero           |
| XXVII   | 1991 | Sevilla       | 16/17 de febrero           |
| XXVIII  | 1992 | Zaragoza      | 8/9 de febrero             |
| XXIX    | 1993 | San Sebastián | 27/28 de febrero           |
| XXX     | 1994 | Sevilla       | 26/27 de febrero           |
| XXXI    | 1995 | Valencia      | 25/26 de febrero           |
| XXXII   | 1996 | San Sebastián | 24/25 de febrero           |
| XXXIII  | 1997 | Valencia      | 22/23 de febrero           |
| XXXIV   | 1998 | Valencia      | 14/15 de febrero           |
| XXXV    | 1999 | Sevilla       | 20/21 de febrero           |
| XXXVI   | 2000 | San Sebastián | 12/13 de febrero           |
| XXXVII  | 2001 | Valencia      | 24/25 de febrero           |
| XXXVIII | 2002 | Sevilla       | 16/17 de febrero           |
| XXXIX   | 2003 | Valencia      | 1/2 de marzo               |
| XL      | 2004 | Valencia      | 21/22 de febrero           |
| XLI     | 2005 | Madrid        | 19/20 de febrero           |
| XLII    | 2006 | San Sebastián | 25/26 de febrero           |
| XLIII   | 2007 | Sevilla       | 17/18 de febrero           |
| XLIV    | 2008 | Valencia      | 23/24 de febrero           |
| XLV     | 2009 | Sevilla       | 21/22 de febrero           |
| XLVI    | 2010 | Valencia      | 27/28 de febrero           |
| XLVII   | 2011 | Valencia      | 19/20 de febrero           |
| XLVIII  | 2012 | Sabadell      | 25/26 de febrero           |
| XLIX    | 2013 | Sabadell      | 16/17 de febrero           |
| L       | 2014 | Sabadell      | 22/23 de febrero           |
| LI      | 2015 | Antequera     | 21/22 de febrero           |
| LII     | 2016 | Madrid        | 5/6 de marzo               |
| LIII    | 2017 | Salamanca     | 18/19 de febrero           |
| LIV     | 2018 | Valencia      | 17/18 de febrero           |
| LV      | 2019 | Antequera     | 16/17 de febrero           |
| LVI     | 2020 | Orense        | 29 de febrero / 1 de marzo |
| LVII    | 2021 | Madrid        | 19 al 21 de febrero        |
| LVIII   | 2022 | Orense        | 25 al 27 de febrero        |
| LIX     | 2023 | Madrid        | 17 al 19 de febrero        |
| LX      | 2024 | Orense        | 16 al 18 de febrero        |

## Récords de los campeonatos
Se indica con  los récords de los campeonatos que, además, son actualmente récords de España.

### Hombres
| Prueba              | Marca                                                               | Atleta              | Club                        | Fecha      | Lugar         |
| ------------------- | ------------------------------------------------------------------- | ------------------- | --------------------------- | ---------- | ------------- |
| 60 m                | 6"54                                                                | Abel Jordán         | Facsa - Playas de Castellón | 22/02/2025 | Madrid        |
| 200 m               | 20"65                                                               | Adrià Alfonso       | Facsa - Playas de Castellón | 23/02/2025 | Madrid        |
| 400 m               | 45"58                                                               | Óscar Husillos      | C. A. Adidas                | 19/02/2023 | Madrid        |
| 800 m               | 1'45"88                                                             | Saúl Ordóñez        | CD Nike Running             | 19/02/2023 | Madrid        |
| 1500 m              | 3'36"89                                                             | Adel Mechaal        | New Balance Team            | 27/02/2022 | Orense        |
| 3000 m              | 7'42"54                                                             | Anacleto Jiménez    | Larios A.A.M.               | 27/02/1994 | Sevilla       |
| 60 m vallas         | 7"48                                                                | Enrique Llopis      | Playas de Castellón         | 19/02/2023 | Madrid        |
| Salto de altura     | 2,31 m                                                              | Arturo Ortiz        | Larios A.A.M.               | 18/02/1990 | San Sebastián |
| Salto con pértiga   | 5,71 m                                                              | José Manuel Arcos   | Valencia Terra i Mar        | 20/02/1999 | Sevilla       |
| Salto de longitud   | 8,28 m                                                              | Yago Lamela         | C.A. Areia                  | 02/03/2003 | Valencia      |
| Triple salto        | 17,59 m                                                             | Jordan A. Díaz      | F. C. Barcelona             | 19/02/2023 | Madrid        |
| Lanzamiento de peso | 20,66 m                                                             | Borja Vivas         | Málaga At.                  | 21/02/2015 | Antequera     |
| Heptatlón           | 6173 pts (6"79 - 7,50 - 14,52 - 1,99 7"90 - 4,95 - 2'44"54)         | Jorge Ureña         | Independiente               | 18/02/2023 | Madrid        |
|                     |                                                                     |                     |                             |            |               |
| Octatlón *          | 6252 pts (7"08 - 15,05 - 1,94 - 50"82 6,88 - 8"50 - 4,10 - 2'47"80) | Antonio Peñalver    | Alfil Alhama                | 21/02/1988 | Valencia      |
| 5000 m marcha *     | 18'56"41                                                            | Miguel Ángel Prieto | Larios A.A.M.               | 17/02/1991 | Sevilla       |

* = Pruebas no disputadas en la actualidad

### Mujeres
| Prueba              | Marca                                                                         | Atleta             | Club                        | Fecha      | Lugar    |
| ------------------- | ----------------------------------------------------------------------------- | ------------------ | --------------------------- | ---------- | -------- |
| 60 m                | 7"15                                                                          | María Isabel Pérez | Valencia Club de Atletismo  | 23/02/2025 | Madrid   |
| 200 m               | 23"13                                                                         | Paula Sevilla      | Facsa - Playas de Castellón | 17/02/2024 | Orense   |
| 400 m               | 51"20                                                                         | Paula Sevilla      | Facsa - Playas de Castellón | 23/02/2025 | Madrid   |
| 800 m               | 2'00"77                                                                       | Mayte Martínez     | C.A. Adidas                 | 22/02/2004 | Valencia |
| 1500 m              | 4'07"48                                                                       | Esther Guerrero    | New Balance Team            | 21/02/2021 | Madrid   |
| 3000 m              | 8'53"66                                                                       | Marta Domínguez    | Nike Internacional          | 16/02/2002 | Sevilla  |
| 60 m vallas         | 7"95                                                                          | Glory Alozie       | Valencia Terra i Mar        | 16/02/2002 | Sevilla  |
| Salto de altura     | 2,00 m                                                                        | Ruth Beitia        | Valencia Terra i Mar        | 21/02/2004 | Valencia |
| Salto con pértiga   | 4,56 m                                                                        | Naroa Agirre       | At. San Sebastián           | 17/02/2007 | Sevilla  |
| Salto de longitud   | 6,82 m                                                                        | Niurka Montalvo    | Valencia Terra i Mar        | 25/02/2001 | Valencia |
| Triple salto        | 14,37 m                                                                       | Carlota Castrejana | Valencia Terra i Mar        | 21/02/2004 | Valencia |
| Lanzamiento de peso | 18,23 m                                                                       | Belén Toimil       | Playas de Castellón         | 17/02/2024 | Orense   |
| Pentatlón           | 4582 pts (8"24 / 1,76 / 12,29 / 6,59 / 2'17"16)                               | María Vicente      | C.D. Nike Running           | 25/02/2022 | Orense   |
|                     |                                                                               |                    |                             |            |          |
| Hexatlón *          | 4936 pts (5015 pts nuevas tablas) (8"8m - 10,32 - 1,70 7"9m - 5,85 - 1'34"3m) | Ana Pérez          | Valladolid B.I.M.           | 15/03/1981 | Oviedo   |
| 3000 m marcha *     | 12'42"29                                                                      | Reyes Robrino      | C.N. Barcelona              | 05/02/1989 | Sevilla  |

* = Pruebas no disputadas en la actualidad